# Valvola Schrader

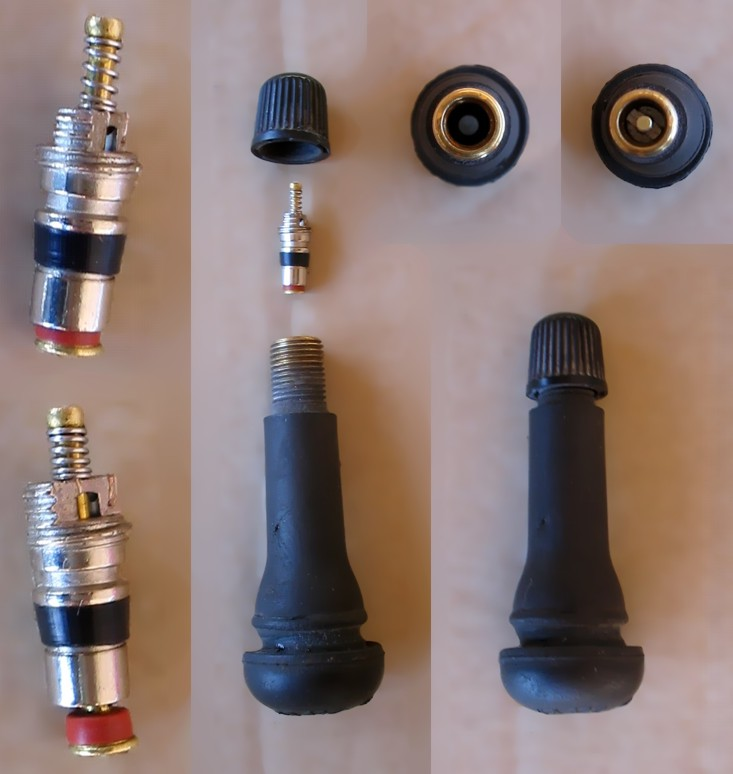
Valvola Schrader vista nei suoi componenti interni. A sinistra si vedono la valvola chiusa (in alto) e aperta (in basso), al centro è possibile vedere l'ordine di montaggio, a destra e in basso la valvola montata, mentre in alto a destra il tubo esterno con e senza la valvola montata

La valvola Schrader (chiamata anche valvola americana) è un tipo di valvola impiegata negli pneumatici di veicoli a motore e di biciclette. La società Schrader, dalla quale prende il nome, fu fondata nel 1844. Il design della valvola Schrader è stato brevettato negli Stati Uniti nel 1893.

## Utilizzo

Animazione di una valvola Schrader semplificata

Oltre agli pneumatici con o senza camera d'aria, le valvole Schrader possono essere di diversa grandezza e sono utilizzate in molti tipi di impianti di refrigerazione e climatizzazione, in quanto permettono la ricarica di refrigerante senza perdite di gas né di liquido, oltre a consentire un'agevole sostituzione di un eventuale nucleo della valvola difettoso. In definitiva viene usata ove è necessario un aggancio-sgancio rapido senza perdere il livello di pressione.

## Dettagli costruttivi

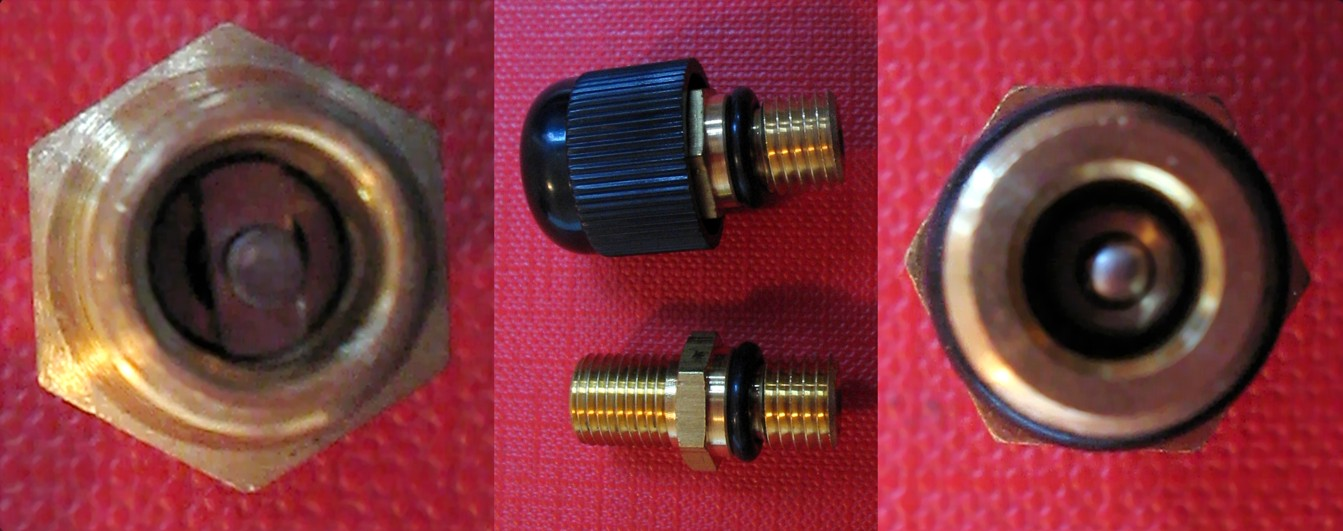
Valvola Schrader filettata M8x1 in ottone ad alta pressione per uso negli ammortizzatori a serbatoio separato ricaricabile

La valvola Schrader è solitamente costituita da un cilindretto d'ottone, o di altro metallo, filettato esternamente, in cui viene alloggiato il nucleo della valvola, costituito da un otturatore vincolato a un perno e assistito da una molla.
Generalmente tutte le valvole Schrader usate per gli pneumatici sono costruite con un unico standard, in modo da avere la parte finale esterna compatibile sia con i tappi a cappuccio sia con gli strumenti accoppiabili alle valvole in tutte le applicazioni comuni. Il nucleo della valvola può essere rimosso o serrato tramite un semplice utensile.
Una particolare tipologia costruttiva è la valvola Schrader con trasmettitore integrato sullo stelo Tire-Pressure Monitoring System (TPMS).

### Tappo
Il tappo a cappuccio è importante perché, se non è montato, la sporcizia e l'acqua possono entrare all'interno e provocare un blocco della valvola, compromettendo le superfici di tenuta e causando una perdita di pressione.
Il sale e i prodotti chimici sparsi sulle strade innevate in inverno sono particolarmente dannosi per i componenti interni della Schrader.
Esistono tappi che grazie alla loro conformazione (in particolare alla presenza di un anello di tenuta in gomma interno) aiutano a contenere anche eventuali piccole perdite. Tuttavia, la stragrande maggioranza delle valvole Schrader utilizzate per gli pneumatici sono dotate di semplici tappi di plastica sprovvisti di guarnizione, che di fatto servono solo a proteggere la valvola da eventuali contaminanti esterni.
Esiste in commercio anche uno speciale tappo che tramite un micro-pistone caricato a molla monitora la pressione dello pneumatico facendo comparire un indicatore verde o rosso a seconda se lo pneumatico è correttamente gonfiato o è sgonfio, allertando così il conducente.
Ultimamente vengono utilizzati tappi in plastica colorata, che stanno a indicare che gli pneumatici sono gonfiati con una miscela di azoto-aria (in genere circa il 95% di azoto).
Si possono trovare anche tappi colorati per fini puramente decorativi, ad esempio tappi che si illuminano durante il movimento delle ruote.

### Modelli a scomparsa
Alcune valvole sono del tipo a scomparsa; generalmente vengono avvitate al cerchione e per permettere la ricarica necessitano di una prolunga da avvitare al corpo valvola. Terminate le operazioni di ricarica, la prolunga viene sostituita da un tappo che non altera in modo significativo il profilo del corpo che ospita la valvola.

## Valvola Presta rispetto alla valvola Schrader
Le valvole Schrader sono usate quasi universalmente per gli pneumatici auto, mentre per le biciclette vengono utilizzate sia le Schrader sia le Presta. Nell'uso per le biciclette, dato che le valvole Schrader possiedono un diametro maggiore rispetto alle Presta, sul cerchio è necessario un foro più grande: pur non essendo in linea generale una preoccupazione per i produttori di cerchi, si potrebbe creare un punto di indebolimento nel caso di profili stretti, come per le bici da strada. Su un cerchio forato per le Schrader può essere inserita una valvola Presta, a patto di montare un anello adattatore per ridurre il foro; al contrario, un cerchio forato per le valvole Presta non può accogliere le valvole Schrader a causa del diametro superiore di esse.
Il cerchio può essere convertito all'alloggiamento di valvole Schrader semplicemente allargando con cautela il foro esistente con una punta elicoidale da 8,5 mm. Pur possedendo entrambe una buona tenuta ad alte pressioni, le valvole Schrader, funzionando per mezzo di una molla in tensione che chiude la valvola interna, possono essere utilizzate con un'ampia varietà di gas compressi e alcuni liquidi. Per contro, necessitano di una pressione superiore durante il gonfiaggio in quanto l'aria deve vincere anche la forza contraria della molla interna alla valvola; le Presta invece, basandosi esclusivamente sulla pressione interna dell'aria per rimanere chiuse, richiedono una pressione minore, ma si verifica sempre una piccola perdita di aria durante l'operazione di aggancio-sgancio degli strumenti di gonfiaggio. 
È da tener presente che, con l'età, la molla che contribuisce a mantenere chiuso il nucleo Schrader può perdere tensione.
Sono disponibili presso negozi di biciclette degli adattatori da montare esternamente sulle valvole Presta in modo da poterle gonfiare con le attrezzature normalmente usate le Schrader.

## Dimensioni

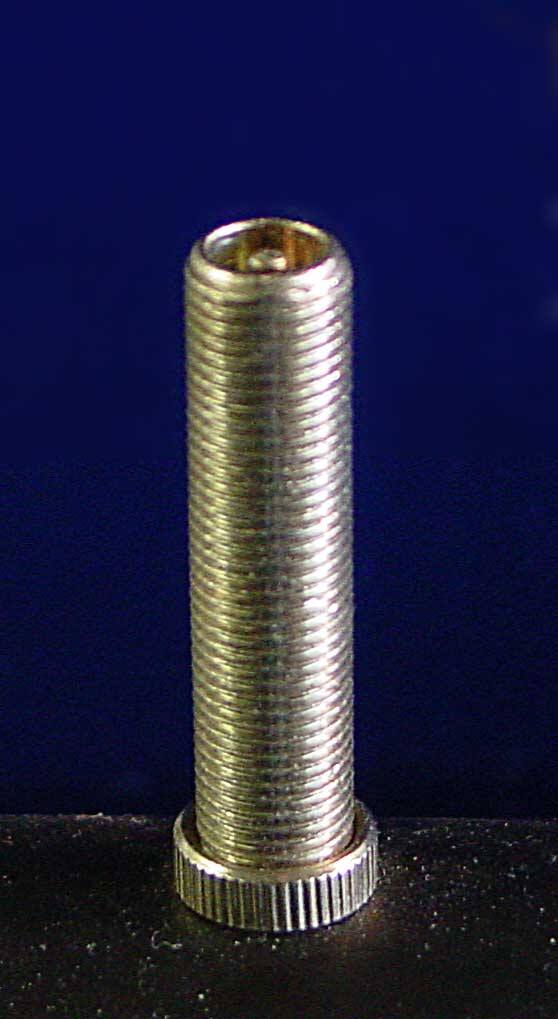
Insolita valvola Schrader a stelo lungo completamente filettato

Le valvole Schrader sono classificate in base al materiale con il quale sono costruite, al diametro del foro del cerchio destinatario, alla lunghezza e alla forma.
- TR-4 - stelo in metallo dritto (⌀ 8 mm)
- TR-6 - stelo in metallo dritto (⌀ 8 mm)
- TR-13 - fusto in gomma dritto (⌀ 11,5 mm)
- TR-15 - fusto in gomma dritto (⌀ 16 mm)
- TR-87 - gambo corto 90° in metallo (⌀ 10 mm)
- TR-87C - stelo in metallo alto 90° (⌀ 10 mm).
- TR 413 - 0,453" (11,50 mm) diametro stelo; 1,25" (31,8 mm) lunghezza
- TR 415 - 0,625" (15,87 mm) diametro stelo; 1.25" (31.8 mm) lunghezza
- TR 418 - 0,453" (11,50 mm) diametro stelo; 2" (50,8 mm) lunghezza
- TR 425 - 0,625" (15,87 mm) diametro stelo; 2" (50,8 mm) lunghezza

## Filettature di una valvola Schrader standard
Filetto esterno
- Metrico: ∅ 7,94 mm × 0,79 mm passo
- Imperial: ∅ 0,305" × 32 TPI (filetti per pollice) - (5/16" × 32 filetti per pollice).

Filetto interno
- Metrico: ∅ 5,55 mm × 0,71 mm
- Imperial: ∅ 0,209" × 36 TPI - (7/32" × 36 filetti per pollice).